# Реньє IV (граф Ено)
Реньє (Регінар) IV (фр. Régnier IV, нім. Reginar IV; 947/950 — 1013) — граф Еноський в 973—974 роках, граф Монса в 998—1013 роках.

## Життєпис
Походив з роду Регінаридів. Старший син Реньє III, графа Ено, та Аделі фон Нордгау. Народився між 947 та 950 роками. У 957 році внаслідок поразки під час повстання проти Бруно, герцога Лотарингії, Реньє III був захоплений у полон і виданий імператорові Оттону I, який в 958 році вислав його на кордон з Богемією, де той помер, а його володіння розділив між Готфрідом, пфальцграфом Лотарингії, та графом Аморі. Реньє разом з братом Ламбертом втік до Західнофранкського королівства.
973 року, після смерті Оттона I, разом з братом за підтримки Лотаря I, короля Західнофранкського королівства, скористався заворушеннями в імперії і напав на Лотарингію. Брати перемогли прихильників імператора, вбивши Рено, графа Монса, і Гарньє, маркграфа Валансьєну. В результаті Реньє IV став графом Еноський. Проте в 974 році імператор Оттон II змусив Реньє IV та його брата знову тікати до Франції. У 976 році вони повторили спробу повернути Ено, але 19 квітня були розбиті у битві поблизу Монса і змушені знову повернутися до Франції.
977 року почалися перемовини імператора з Реньє, внаслідок чого 978 року той отримав частину Еноського графства, проте без замку Монс, який залишився в складі володінь Готфріда I, який як компенсацію за втрачені володіння отримав графство Верден. Валансьєнська марка залишилася під управлінням графа Арнульфа з Фландрського дому. Частина графства Ено з місто Лувенем була передана брату Реньє IV — Ламберту.
Реньє IV зберіг дружні стосунки з французьким королівським двором. Близько 996 року він пошлюбив доньку Гуго I, короля Франції, що збільшило його престиж і ще більше зблизило з Францією. Вів війни проти Готфріда I, графа Вердена, за графство Монс. У 998 році IV Реньє захопив замок Монс, приєднавши його до своїх володінь. З цього часу став зватися графом Монс.
Після смерті Оттон, герцог Нижньої Лотарингії, що сталося близько 1012 року, Реньє IV висунув права на це герцогство. Його підтримав брат Ламберт I Лувенський. Втім імператор Генріх II, не бажав їх посилення, призначивши новим герцогом Готфріда II, графа Вердену. Невдовзі після цього — у 1013 році — Реньє IV помер. Його володіння успадкував старший син Реньє V.

## Родина
Дружина — Гедвіга, донька Гуго I, короля Франції.
Діти:
- Реньє (д/н—1039), граф Ено (Монса)
- Беатріс, дружина: 1) графа Ебля I де Русі, 2) Манасії де Рамерюп
- Ламберт
- Ірментруда